# Strzelanina w Aktobe (2016)
Strzelanina w Aktobe – strzelanina, do której doszło 5 czerwca 2016. Zginęło 25 osób, a ponad 37 osób zostało rannych.

## Tło
Ataki islamistów w Kazachstanie są zjawiskiem rzadkim. Pierwszy samobójczy zamach terrorystyczny miał miejsce 17 maja 2011 w Aktobe. W kwietniu 2016 w Kazachstanie miały miejsce protesty przeciwko zmianom w sprzedaży państwowej ziemi.

## Strzelanina
5 czerwca 2016 dwie grupy napastników zaatakowały dwa sklepy z bronią. W pierwszym ataku zabito sprzedawcę i strażnika, w drugim zastrzelono kupującego oraz postrzelono przypadkową osobę. W wymianie ognia zginęło trzech napastników, a trzech policjantów zostało rannych. Trzecia grupa uprowadziła autobus i wyłamała bramę w bazie wojskowej, w której zginęło trzech wojskowych, a sześciu zostało rannych.
W nocy z 5 na 6 czerwca 2016 kazachscy antyterroryści zabili pięciu napastników z ataku w Aktobe.

## Sprawcy
Rzecznik kazachskiego Ministerstwa Spraw Wewnętrznych, Ałmas Sadubajew, powiedział, że napastnicy to „zwolennicy radykalnych, nietradycyjnych ruchów religijnych”, co jest w Kazachstanie eufemizmem oznaczającym bezkompromisowych islamskich bojowników.